# Петар Ђуричковић
Петар Ђуричковић (Приштина, 20. јун 1991) је српски фудбалер. Игра на средини терена.

## Каријера
Ђуричковић је каријеру почео у млађим селекцијама Радничког из Ниша. На Чаиру је провео 10 година и на 215 утакмица постигао је 159 голова. До првог тима није стигао јер је јануара 2009. године прешао у омладинску екипу Црвене звезде. Прво је играо на позајмици у Сопоту. Са црвено-белима је касније потписао и професионални уговор, а док је Роберт Просинечки седео на клупи, Ђуричковић је био у првом тиму. Потом је позајмљен крагујевачком Радничком, а после повратка у на "Маракану" црвено-бели су га у јануару 2014. позајмили на годину дана нишком Радничком, да би у зиму 2015. године раскинуо уговор са Звездом и потписао за Раднички са којим му је лета 2016. истекао једноипогодишњи уговор. Почетком јуна 2016. потписао је трогодишњи уговор са Партизаном. У црно–белом дресу дао је свој допринос у освајању "дупле круне" у сезони 2016/17. као и у презимљавању Партизана у Лиги Европе током јесењег дела сезоне 2017/18. Напустио је Хумску након годину и по дана када је 22. децембра 2017. године потписао трогодишњи уговор са грчким прволигашем Ксантијем где му је саиграч био још један бивши Партизановац, голман Живко Живковић. За сезону 2020/21. се вратио у нишки Раднички. У септембру 2021. је потписао за Напредак из Крушевца. Уговор му је истекао у јуну наредне године. У септембру 2022. потписао је за Колубару. У децембру исте године је прешао у Нови Пазар. Током пролећног дела такмичарске 2023/24. наступао је за Петровац у црногорској Првој лиги.

## Трофеји
Црвена звезда
- Куп Србије (1) : 2011/12.

Партизан
- Суперлига Србије (1) : 2016/17.
- Куп Србије (1) : 2016/17.